# 슈타이어 스카웃
슈타이어 스카웃(Styer Scout)는 오스트리아의 슈타이어 만리허사에서 제작한 소형 저격소총이다.
슈타이어 스카우트는 아주 빠른 탄속, 볼트액션 속도를 자랑하지만, 보통의 저격소총에 비해 유효사거리 및 최대사거리가 짧다.